# 손톱깎이

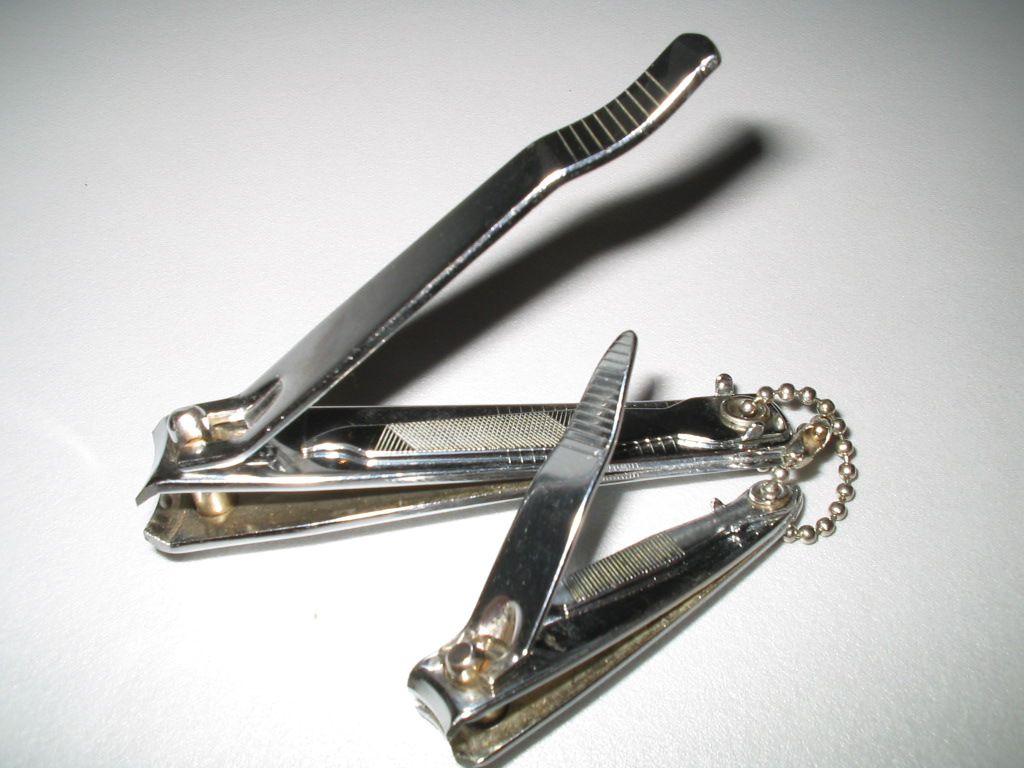
일반적으로 통용되는 손톱깎이

손톱깎이(영어: nail clippers)는 인간을 포함한 동물의 손톱이나 발톱을 잘라 길이나 모양을 정리하는 도구이다.

## 개요
현재 일반적으로 사용되고 있는 손톱깎이는 다음과 같은 기능을 가지고 있다.
- 절단

지렛대의 원리를 이용하여 곡선 형태의 날을 손톱 위아래로 끼운 후, 뒤 손잡이 부분을 눌러서 절단한다. 절단 후 손잡이를 놓게 되면 손톱깎이 몸체의 판형 용수철의 탄성에 의해 날이 원래의 위치로 되돌아온다.
- 정리

여러 종류의 손톱깎이에는 갓 깎아 날카로운 손톱을 마모시키기 위한 줄칼이가 있다.

## 역사
현대식 손톱깎이가 발명되기 전에 사람들은 작은 칼을 사용하여 손톱을 다듬거나 깎았다. 문헌에서 손톱 다듬기에 대한 설명은 기원전 8세기까지 거슬러 올라간다. 신명기 21장 12절에서는 남자가 포로를 아내로 삼고자 하면 "그를 집으로 데려갈 것이요 그는 머리를 밀고 손톱을 깎을 것이라"라고 권고한다. 기원전 20년경에 쓰여진 호레이스의 서신에는 "빈 이발소에서 손에 주머니칼을 들고 조용히 손톱을 닦고 있는 수염을 면도한 남자"에 대한 언급이 있다.
손톱깎이 개선에 대한 최초의 미국 특허는 1875년 밸런타인 포거티(Valentine Fogerty)에 의해 제출되었다. 손톱깎이 개선에 대한 다른 후속 특허로는 1876년 윌리엄 C. 에지(William C. Edge)와 1878년 존 H. 홀먼(John H. Hollman)이 있다.

## 인간 외의 손톱깎이
일반 동물들도 발톱이 자라지만, 대개 생활 속에서 지면 등에 긁히고 닳아 일정한 길이가 유지된다. 하지만 인간이 기르는 동물의 경우에는 인간이 직접 발톱을 잘라줄 필요가 있다. 개나 고양이는 물론 말발굽도 정기적으로 정리해줄 필요가 있다.

## 같이 보기
- 면봉
- 손발톱
- 이쑤시개
- 거스러미